# 粉晕无心菜
粉晕无心菜（学名：[Arenaria forrestii f. roseotincta] 错误：{{Lang}}：文本有斜体标记（帮助））为石竹科无心菜属西南无心菜下的一个变型。